# Sterling Professor
Sterling Professor ist der höchste akademische Rang an der Yale University, benannt nach John William Sterling, der der Universität eine große Stiftung hinterlassen hat.

## Stiftung
John William Sterling, selbst Yale-Absolvent von 1864 und vermögender US-amerikanischer Jurist, hinterließ der Universität bei seinem Tod 1918 eine Stiftung von 15 Millionen US-Dollar – eine Summe, die heute rund 150 Millionen US-Dollar betragen würde und die damals höchste private Zuwendung, die einer Universität je hinterlassen wurde. In seinem Testament verfügte Sterling unter anderem, dass 5 Millionen US-Dollar von dieser Stiftung (eine Summe, die von den Treuhändern der Stiftung im Laufe der Zeit nahezu verdoppelt wurde) zweckgebunden zur Ausstattung der angesehensten Lehrstühle der Universität verwendet werden müssen. 
Viele Universitäten verfügen über stiftungsgeförderte Lehrstühle, oft ist es dabei unter den Professoren üblich, sich von der Lehre zugunsten der Forschung zurückzuziehen. Gerade dies ist in Yale jedoch nicht üblich – die Ernennung zum Sterling Professor beinhaltet keine Freistellung vom Lehrauftrag. Nobelpreis-Gewinner und Sterling Professor für Biologie Sidney Altman sagte: “I did not expect to be excused from teaching – nor did I want to be” („Ich hatte weder erwartet noch beabsichtigt, vom Unterrichten freigestellt zu werden“).

## Ernennungen
1920 wurde der Chemiker John Johnson zum ersten Sterling Professor ernannt. Seither erhielten 159 weitere Lehrstuhlinhaber diese höchste akademische Auszeichnung, die allen Fakultäten offensteht, wobei allerdings die Stiftung im Jahre 1958 die Anzahl gleichzeitig lehrender Sterling Professoren auf 27 beschränkte – eine Regel, von der aber hin und wieder Ausnahmen gemacht werden.

## Bekannte Sterling Professoren
Zu den Sterling Professoren zählten und zählen einige der bekanntesten Wissenschaftler verschiedener Fachgebiete. Unter ihnen finden sich beispielsweise die Nobelpreisträger Sidney Altman und James Tobin, die Mathematiker Øystein Ore und Benoît Mandelbrot, der Literaturkritiker Harold Bloom, der Sinologe Jonathan Spence, der Wirtschaftsforscher und Nobelpreisträger William Nordhaus, der Philosoph und Politikwissenschaftler Bruce Ackerman, die Politikwissenschaftler James C. Scott, Robert A. Dahl und Ian Shapiro, der Literaturtheoretiker Paul de Man, die Historiker Charles Seymour, Donald Kagan und Jaroslav Pelikan, der Pulitzer-Preisträger David Brion Davis, der Medizinhistoriker John Farquhar Fulton, der Philologe Geoffrey Hartman, der Orientalist Franz Rosenthal, der Literaturwissenschaftler und Romanist Erich Auerbach, sowie der Jurist und Völkerrechtsexperte Myres Smith McDougal.
Als erste Frau war Marilyn Farquhar 1987 bis 1989 Sterling Professorin für Medizin. Ihr folgte 1991 Carolyn Slayman, Sterling Professorin für Genetik und Vize-Dekan der medizinischen Fakultät. Marie Borroff war 1992 bis 1994 Sterling Professorin für Englisch und Joan Steitz wurde 1998 zur Sterling Professorin für Molekular-Biophysik und Biochemie ernannt.